# عبد الحكيم السيالكوتي
عبد الحكيم بن شمس الدين. محمد السيالكوتي، البنجابي، الهندي، الحنفي. فقيه، مشارك في أنواع من العلوم. توفي سنة 1067 هـ، الموافقة 1657م بسيالكوت في 18 ربيع الأول.
من مؤلفاته: حاشية على تفسير البيضاوي، حاشية على شرح العقائد النسفية للسعد التفتازاني، حاشية على حاشية عبد الغفور اللاري على الفوائد الضيائية في النحو، حاشية على شرح تصريف العزي للسعد، حاشية على شرح الشمسية للكلنبوي في المنطق.